# Orichthys
Orichthys is een geslacht van straalvinnige vissen uit de familie van karpers (Cyprinidae).

## Soort
- Orichthys aor